# Interactive Terminology for Europe
Interactive Terminology for Europe (Interactieve Terminologie voor Europa) of IATE is de overkoepelende terminologische databank van de instellingen van de Europese Unie. Het project werd gestart in 1999 en wordt gebruikt sinds 2004. Sinds 2007 is de meertalige terminologische gegevensbank met ongeveer 1 miljoen entries (EU-termen en EU-jargon) ook voor het publiek beschikbaar. De partners van het databankproject zijn: Europese Commissie, Raad van de Europese Unie, Europees Parlement, CdT - Vertaalbureau voor de organen van de Europese Unie, Europese Rekenkamer, Hof van Justitie van de Europese Unie, Europees Comité van de Regio's, Europees Economisch en Sociaal Comité, Europese Centrale Bank, Europese Investeringsbank, Europese Rekenkamer.
IATE ontstond als samenvoeging van verschillende terminologische gegevensbanken:
- Eurodicautom (Europese Commissie)
- TIS (Raad van de Europese Unie)
- Euterpe (Europees Parlement)
- Euroterms (CdT-Vertaalbureau voor de organen van de Europese Unie, beheerder van IATE)
- CDCTERM (Europese Rekenkamer).

IATE wordt ook gebruikt door de vertalers bij de vertaaldiensten van de Europese Unie en door de tolken bij de tolkendiensten van de Europese Unie.